# Roger Vanden Stock
Pour les articles homonymes, voir Stock (homonymie).
Roger Vanden Stock, né le 13 août 1942, est l'ancien président du RSC Anderlecht (1996-2018). 
Il est le fils de feu Constant Vanden Stock, président d'honneur du club, dont le stade du RSC Anderlecht porte le nom ainsi que le cousin de Philippe Collin. 
Roger Vanden Stock occupe depuis plus de 25 ans des fonctions très importantes dans le monde du football Belge (URBSFA & Ligue pro) et Européen (UEFA & FIFA). Il est reconnu pour son travail dans la création du système de la Ligue des champions de l'UEFA, ainsi que celui de la nouvelle formule de la Coupe UEFA. Il a aussi été vice-président de l'Union Belge de Football jusqu'en 2007. Depuis cette date il a décidé de s'occuper à 100 % de son club et du projet de nouveau stade aux normes européennes. Le 28 mai 2015, Roger Vanden Stock est choisi pour remplacer Michel Dupont au poste de président de la Pro League, poste qu'il occupe jusqu'à sa démission en février 2018.
La famille Vanden Stock était propriétaire de la brasserie Belle-Vue autrefois située à Molenbeek-Saint-Jean et actuellement à Leeuw-Saint-Pierre, principalement connue pour ses différentes variétés de gueuze et de kriek.

## Note et référence
1. ↑  Roger Vanden Stock nouveau président de la Pro League, Pierre François nommé CEO
2. ↑  (nl) « Roger Vanden Stock stopt meteen als voorzitter van de Pro League », sur demorgen.be, février 2018 (consulté le 22 novembre 2018)